# Amsonia tomentosa
Amsonia tomentosa (лат.) — цветковое растение, вид рода Амсония (Amsonia) подсемейства Rauvolfioideae семейства Кутровые (Apocynaceae), встречающееся на Юго-Западе США и в Мексике.

## Ботаническое описание
Amsonia tomentosa — короткое древесное растение со множеством прямостоячих стеблей, редко достигающих 50 см в высоту. Растение имеет две формы: зелёную гладкую и серую опушённую. Листья овальные, но заострённые, длиной около 3 см. Цветки белые с зелёным или голубым отливом, трубчатые в основании и имеют плоские грани с пятью лепестками. Цветки часто собраны в кистевые соцветия. Плоды представляют собой стручковые фолликулы, которые могут разделяться на части, каждая из которых несёт семя.
Различают две разновидности:
- Amsonia tomentosa var. stenophylla Kearney & Peebles — произрастает в Аризоне, Нью-Мексико, Юте, Техасе, Чиуауа.
- Amsonia tomentosa var. tomentosa — южная Калифорния, южная Невада, северо-западная Аризона.

Цветущая Amsonia tomentosa
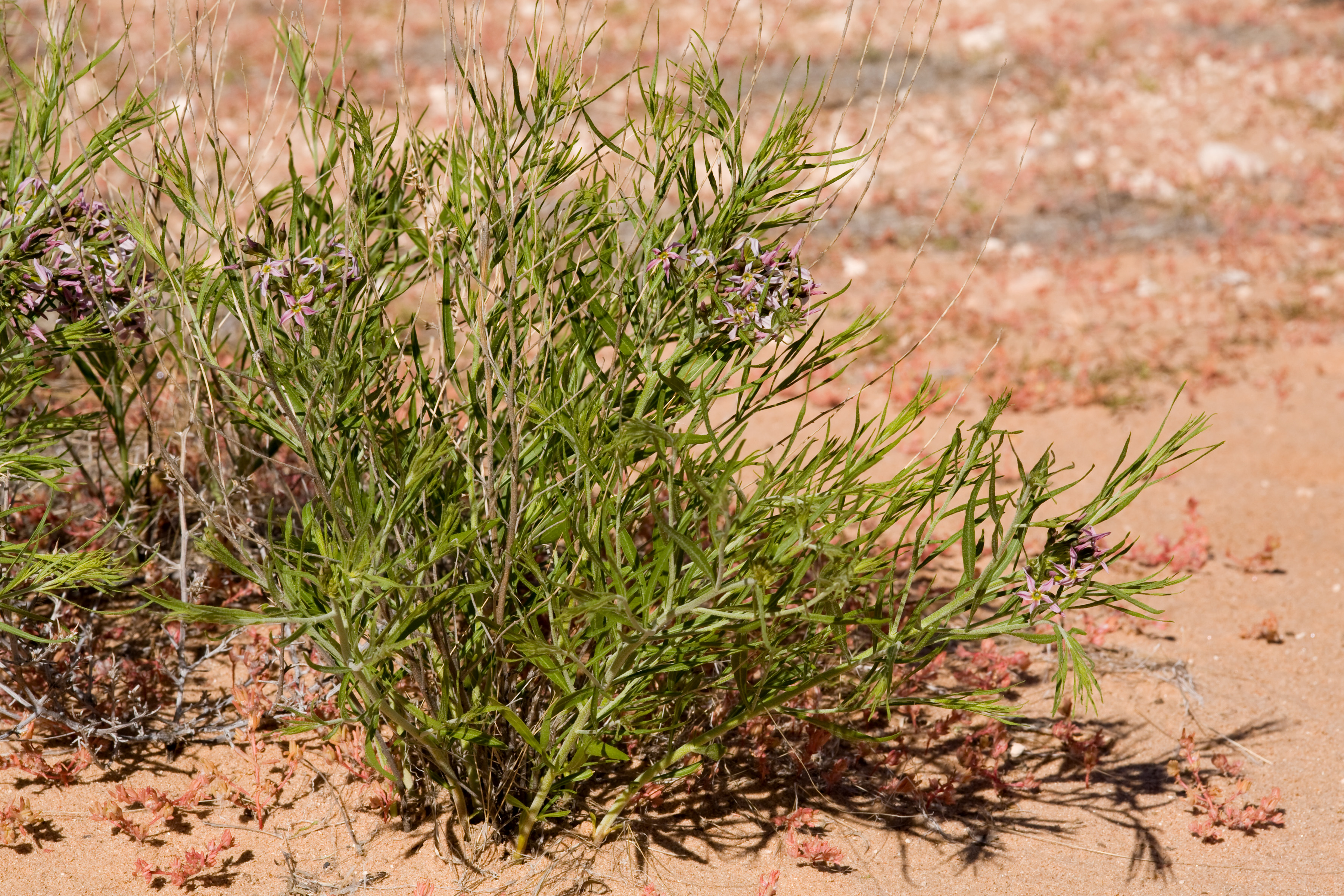
Общий вид
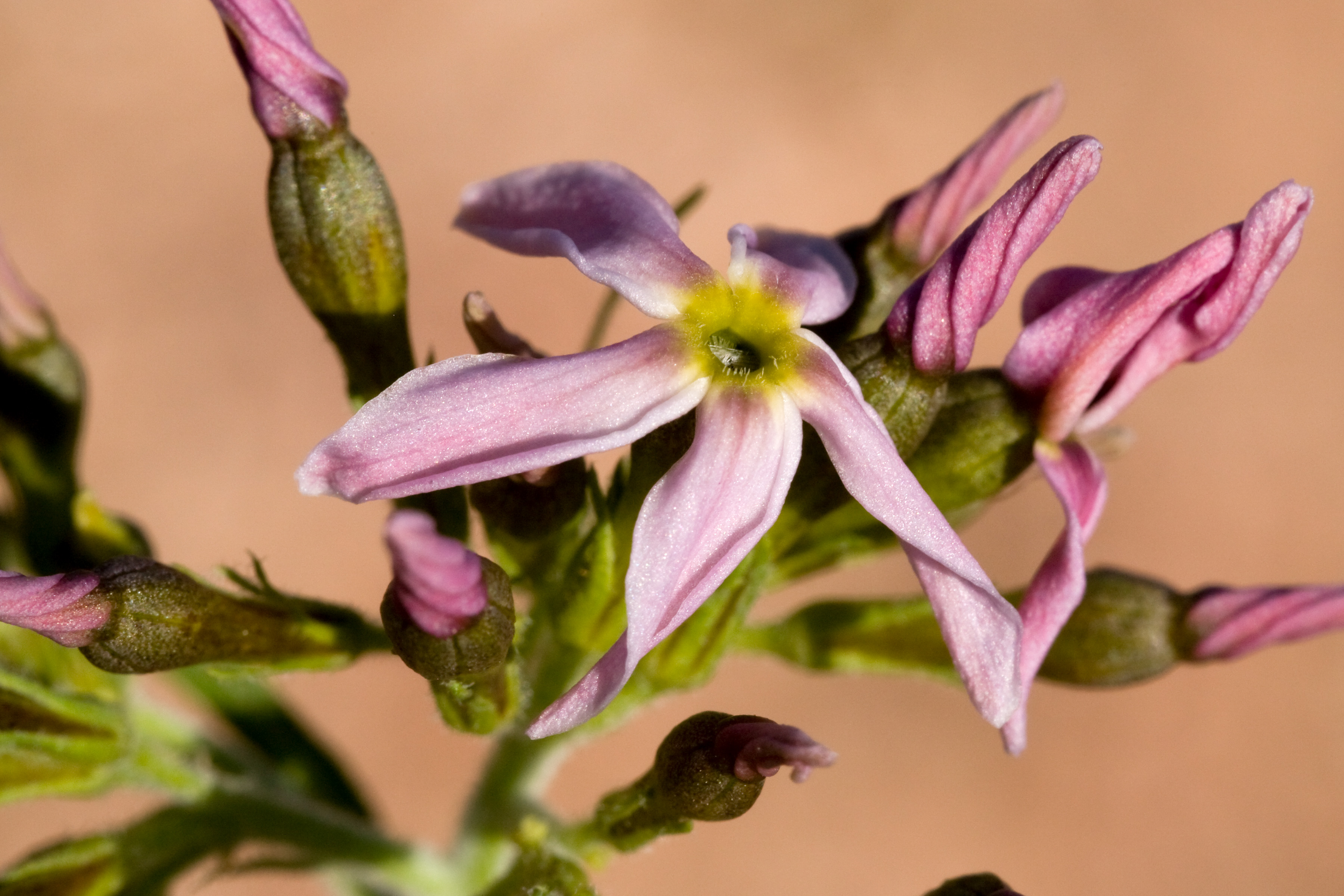
Цветки (Нью-Мексико)
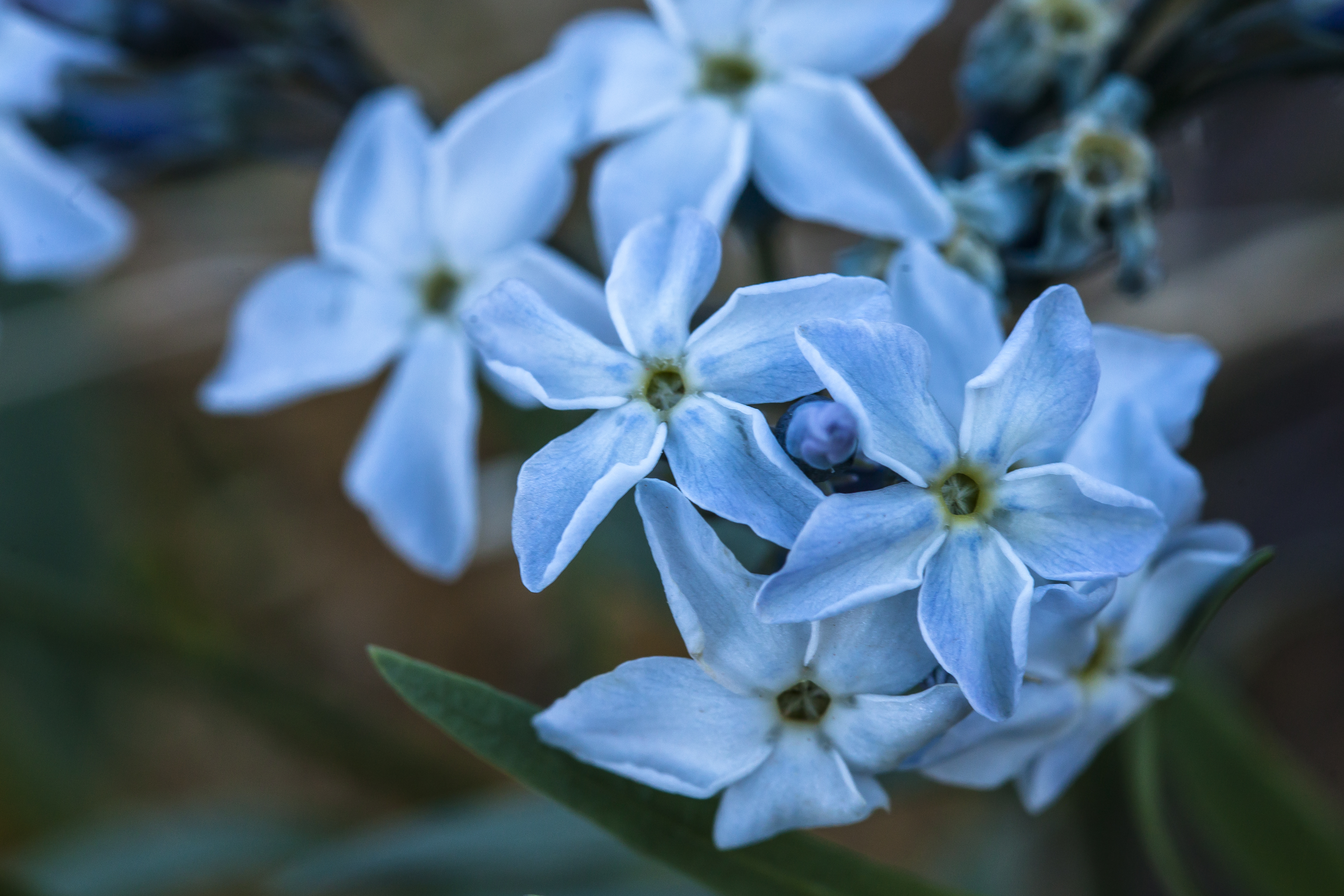
Цветки (Юта)
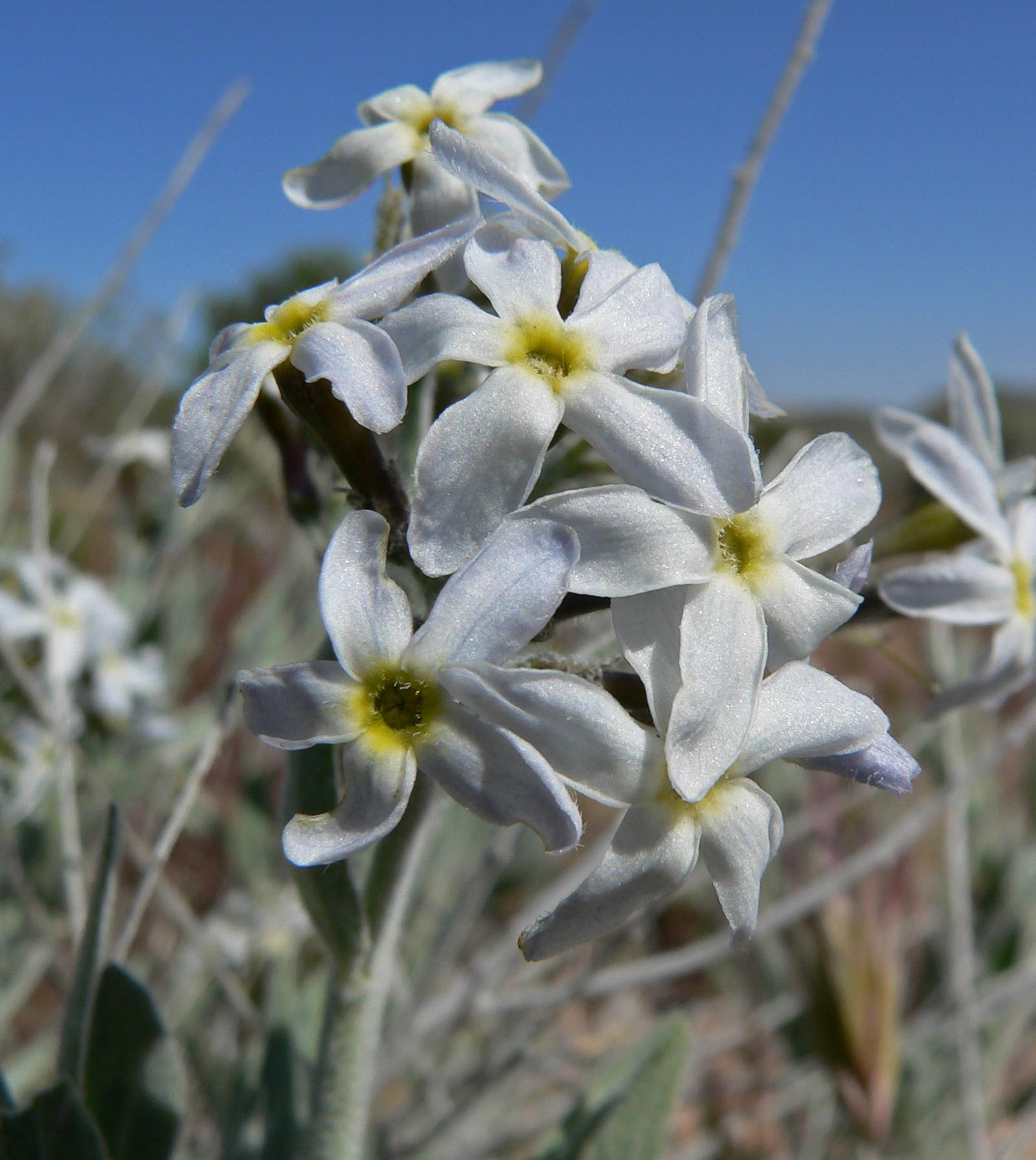
Цветки (Невада)

## Распространение и местообитание
Amsonia tomentosa встречается на Юго-Западе США в южной Калифорнии, южной Неваде, Юте, Аризоне, Нью-Мексико, Техасе и на севере Мексики вЧиуауа.

## Применение
У народа зуни припарка из корня разновидности Amsonia tomentosa var. tomentosa церемониально прикладывается при укусе гремучей змеи.